# دانینگتون (ایندیانا)
دانینگتون (به انگلیسی: Dunnington) یک منطقهٔ مسکونی در ایالات متحده آمریکا است که در شهرستان بنتون، ایندیانا واقع شده‌است. دانینگتون ۲۳۴٫۰۹ متر بالاتر از سطح دریا واقع شده‌است.